# Drávaújfalu
Drávaújfalu (horvátul: Novo Selo na Dravi) falu Horvátországban, Muraköz megyében. Közigazgatásilag Csáktornyához tartozik.

## Fekvése
Csáktornya központjától 6 km-re délre, a Dráva bal partján fekszik. Teljesen összeépült a szomszédos Tótfaluval (Totovec).

## Története
A csáktornyai uradalomhoz tartozott. 1857-ben 217 lakosa volt. Birtokosa 1923-ig a gróf Festetics család volt.
1900-ban 395, túlnyomórészt horvát lakosa volt. 1910-ben lakosságát Varasd városához számították. A trianoni békeszerződésig Zala vármegye Csáktornyai járásához tartozott. 1948-ig Novo Selo volt a hivatalos neve. 2001-ben 622 lakosa volt.

## Nevezetességei
Szent Miklós püspök tiszteletére szentelt plébániatemploma.

## Külső hivatkozások
- Csáktornya város hivatalos oldala